# گشیگان
گیشیگان، روستایی است از توابع دهستان گروه بخش راین شهرستان کرمان در استان کرمان ایران.

## جمعیت
این روستا در دهستان گروه قرار داشته و براساس آخرین سرشماری مرکز آمار ایران که در سال ۱۳۸۵ صورت گرفته، جمعیت آن ۷۱نفر (۲۵خانوار) بوده‌است.